# Haplosymploce montis
Haplosymploce montis är en kackerlacksart som först beskrevs av Robert Walter Campbell Shelford 1906.  Haplosymploce montis ingår i släktet Haplosymploce och familjen småkackerlackor. Inga underarter finns listade i Catalogue of Life.